# Christophe Lovis
Christophe Lovis (prononcé [lɔ.vi]), né le 15 décembre 1977 à Delémont, alors dans le canton de Berne et aujourd'hui partie du canton du Jura, est un astrophysicien suisse de l'Observatoire de Genève connu pour avoir participé à la découverte de plusieurs planètes extrasolaires, en particulier par la méthode des vitesses radiales, dont plusieurs d'importance historique.

## Études et carrière scientifique
Christophe Lovis fait ses études à l'École polytechnique fédérale de Zurich où il obtient son diplôme en 2002. Il effectue ensuite son doctorat à l'Observatoire de Genève sous la direction de Michel Mayor, doctorat qu'il obtient en 2007 avec sa thèse intitulée « Recherche de systèmes planétaires aux limites de la spectroscopie Doppler »,,. Il est actuellement professeur associé dans le groupe Exoplanètes de l'Observatoire de Genève. Il travaille sur la détection et la caractérisation de systèmes planétaires en utilisant notamment la spectroscopie à haute résolution (méthode des vitesses radiales ou spectroscopie Doppler) et en particulier le spectrographe HARPS. Au cours de sa carrière, il a notamment détecté plusieurs systèmes compacts d'exoplanètes de faible masse et découvert qu'une grande partie des étoiles sont entourées par des Neptune et des super-Terre ayant une courte période orbitale. Il travaille également sur la caractérisation des atmosphères des exoplanètes et l'étude de l'activité magnétique stellaire. Au sein de l'Union astronomique internationale, il est membre de la division A « Astronomie fondamentale », en particulier de sa commission 30 « Vitesses radiales », ainsi que de la division F « Systèmes planétaires et bioastronomie », notamment sa commission 53 « Planètes extrasolaires ».

## Quelques exoplanètes découvertes
- système HD 69830 (2006) : 3 planètes (« Trident de Neptune »), premier système détecté autour d'une étoile semblable au Soleil qui contient plusieurs planètes qui sont toutes de masse nettement inférieure à celle de Jupiter[6],[7],
- système Gliese 581 (2009) : 4 planètes dont 2 dans la zone habitable de l'étoile,
- système HD 10180 (2010) : 7 planètes, système alors le plus peuplé en dehors du Système solaire, dont 5 confirmées[8],[9],
- Alpha Centauri Bb (2012), exoplanète la plus proche connue et plus petite planète détectée à ce jour (janvier 2024) par vitesses radiales.

## Distinctions et récompenses
L'astéroïde (211613) Christophelovis est nommé en son honneur.
En janvier 2018, il reçoit, avec Pierre Kervella et Frédéric Thévenin, le prix La Recherche 2017 en astrophysique pour leur mesure à grande précision de la trajectoire de Proxima Centauri et avoir ainsi montré que cette étoile fait bien partie du système Alpha Centauri, résolvant un problème centenaire.